# Desa Pabuaran (administrativ by i Indonesien, Jawa Barat, lat -6,40, long 107,59)
Desa Pabuaran är en administrativ by i Indonesien.   Den ligger i provinsen Jawa Barat, i den västra delen av landet, 90 km öster om huvudstaden Jakarta.